# Uncaria tomentosa
Uncaria tomentosa là một loài thực vật có hoa trong họ Thiến thảo. Loài này được (Willd. ex Schult.) DC. miêu tả khoa học đầu tiên năm 1830.

## Hình ảnh

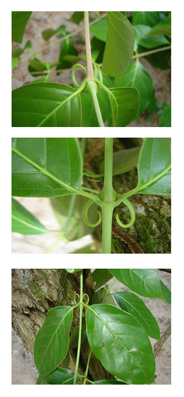